# 魯斯坦帕夏
魯斯坦帕夏（土耳其語：Rüstem Paşa；1500年—1561年7月10日），克羅地亞人出身的奧斯曼帝國政治家，他曾兩次作為蘇萊曼大帝的大维齊爾，此外他與蘇萊曼大帝的女兒米赫麗瑪蘇丹結婚，因此也被稱為達馬特·魯斯坦帕夏（damat，意為駙馬），他是鄂圖曼帝國最具影響力與成功的大維齊爾之一，他也是鄂圖曼歷史上最富有的大維齊爾。
魯斯坦帕夏出生於克羅埃西亞的小鎮斯克拉丁，他從孩童時期便被帶往伊斯坦堡，在那裡他接受了良好的軍事和官僚訓練。1539年11月26日，他與蘇萊曼一世和许蕾姆苏丹所生的女兒米赫麗瑪蘇丹結婚。他的兄弟希南帕夏是鄂圖曼帝國海軍的卡普丹帕夏。

## 早年生活
當魯斯坦來到伊斯坦堡後，他進入了帝國的恩德倫學校受訓，這是一間培育兒童成為未來帝國菁英的學校，學校的畢業生必須能夠說、閱讀和書寫至少三種語言，以及精通科學、財務和軍隊指揮與近戰技巧等項目。1526年，魯斯坦以騎兵的身分參加了摩哈赤之戰，此後數年間逐步晉升為帝國高階官員。多數的史料都把魯斯坦描述為一個理智而冷靜的人，具有敏銳的智慧，總是保持冷靜的頭腦，且對蘇丹忠心不二。

## 財富與貢獻
作為大維齊爾，魯斯坦收集了大量的財富，他是鄂圖曼歷史上第一位運用自己私人財產資助帝國發展的大維齊爾，魯斯坦努力解決鄂圖曼帝國因為戰爭的巨額花費和宮廷豪奢的生活方式導致的財政困難，他慷慨地以自己的資金的建設橋樑、道路、市場、糧倉、浴場、收容所、商隊、修道院、學校等各種公益機構。他還建立了新的貿易中心，如塞拉耶佛的市集與布爾薩和伊斯坦堡的絲綢工廠，魯斯坦透過鼓勵大型公共工程建設來發展帝國的經濟，並在伊斯坦堡、麥加和耶路撒冷建立了供水系統。魯斯坦還在國庫找到足夠的資金來讓蘇萊曼一世建造壯麗的苏莱曼尼耶清真寺，並資助傳奇建築師科查·米馬爾·希南完成其他的建築作品。當他於1561年7月10日在伊斯坦堡去世時，他的私人財產包括魯米利亞與安納托利亞的815塊土地，476間工廠，1700名奴隸，2900匹战马，1106匹駱駝，800本黃金刺绣古蘭經，500本書，5000襲卡夫坦，130副盔甲，860把黃金繡花的劍，1500頂銀頭盔，1000顆銀球，33件珍貴珠寶等。
鲁斯坦帕夏清真寺位於今日伊斯坦堡艾米諾努區的草墊織工市場，由工程師科查·米馬爾·希南所設計，興建於1561年至1563年間。

## 政治生涯
魯斯坦帕夏在1544年首次使首次成為大維齊爾，但在1553年，魯斯坦被解除職位，兩年後他又再次擔任該職務，直到1561年去世。
魯斯坦與歐洲各王國以及印度的蒙兀兒帝國簽署了許多貿易條約，他外交上最大的成就是和斐迪南一世以及查理五世在1547年達成協議，該協議確立鄂圖曼帝國西部疆界長達十四年的時間，斐迪南一世放棄對匈牙利王國領土的要求，且同意每年贈與鄂圖曼帝國三萬枚金幣。1554年魯斯坦與薩法維帝國簽署合約，成功結束長期以來兩國間的戰爭，鞏固了鄂圖曼帝國的東部邊界。
許多戲劇與小說皆描述蘇萊曼一世是被許蕾姆蘇丹的陰謀所操縱，因此才決定殺害他的好友大維齊爾帕爾加勒·易卜拉欣帕夏並讓女婿魯斯坦帕夏取而代之，但事實上當易卜拉欣帕夏被處決時，魯斯坦還未當上蘇萊曼的女婿，易卜拉欣被殺害的原因更為複雜（例如，易卜拉欣帕夏公然使用塞拉斯克爾蘇丹（serasker sultan）的頭銜，被蘇萊曼視為對自己權威的冒犯以及易卜拉欣私吞了財政大臣伊斯坎德爾·切萊比被沒收財產的大部分等諸多原因），易卜拉欣帕夏死後他大維齊爾的職位被阿亞斯·穆罕默德帕夏所取代，隨後吕特菲帕夏和哈德姆·蘇萊曼·帕夏接續成為鄂圖曼帝國的大維齊爾，最終在易卜拉欣帕夏死亡八年之後，魯斯坦才接下帝國宰相大維齊爾的位子。
穆斯塔法皇子是鄂圖曼帝國的王儲，但於1553年遭蘇萊曼下令處決，穆斯塔法的死亡不只是因為許蕾姆蘇丹和魯斯坦帕夏共謀陷害的緣故，歐洲諸國一再企圖破壞鄂圖曼帝國的穩定，也發揮了重要作用，擁有雄心壯志的穆斯塔法皇子多次接待外國大使和鄂圖曼軍隊的指揮官，並將他們視為盟友，奧地利大使布斯貝克（在拜訪蘇萊曼一世前先拜訪穆斯塔法皇子）告訴他的統治者說：「穆斯塔法將是會一名優秀的蘇丹，並且接受和開放談判。」教皇的使節納瓦吉羅（Navagero）則說：「穆斯塔法和他的母親居爾巴哈爾蘇丹住在一起，她說人們崇拜她的兒子。」但穆斯塔法皇子有多受愛戴就代表蘇萊曼的處境有多危險，蘇萊曼仍深記他的父親塞利姆一世如是何脅迫祖父巴耶濟德二世遜位以及殺害所有兄弟侄子奪下王座的血腥過程，而忠於蘇萊曼的軍官們告訴蘇丹，部分的軍隊準備譁變並擁立穆斯塔法皇子登上王位。1552年，蘇萊曼一世任命魯斯坦帕夏擔任遠征薩法維帝國軍隊的總司令，但聚集在卡拉曼軍營裡的士兵們拒絕了蘇萊曼的命令，並認為魯斯坦的職位應由穆斯塔法皇子擔任，這可能是蘇萊曼決心處死穆斯塔法的原因之一，關於穆斯塔法皇子在埃雷利山谷的死亡有各種版本，根據一種說法，魯斯坦帕夏向穆斯塔法皇子提議加入他父親的軍隊，但同時警告蘇萊曼一世，使蘇萊曼認為穆斯塔法要殺了他，根據另一個版本，蘇萊曼親自把他的兒子傳喚到埃雷利，而穆斯塔法相信有軍隊的支持與保護，他不會有事，因此決定前去父親的營地證明自己的清白，但不論是哪個版本，穆斯塔法最終仍遭父親處決。在穆斯塔法皇子死後蘇萊曼為了平息軍隊與人民的不滿，魯斯坦帕夏因此成為代罪羔羊被解除職位並遭到流放，不過短短兩年後蘇萊曼便將魯斯坦召回宮殿再度擔任大維齊爾的職位。

## 米赫麗瑪蘇丹

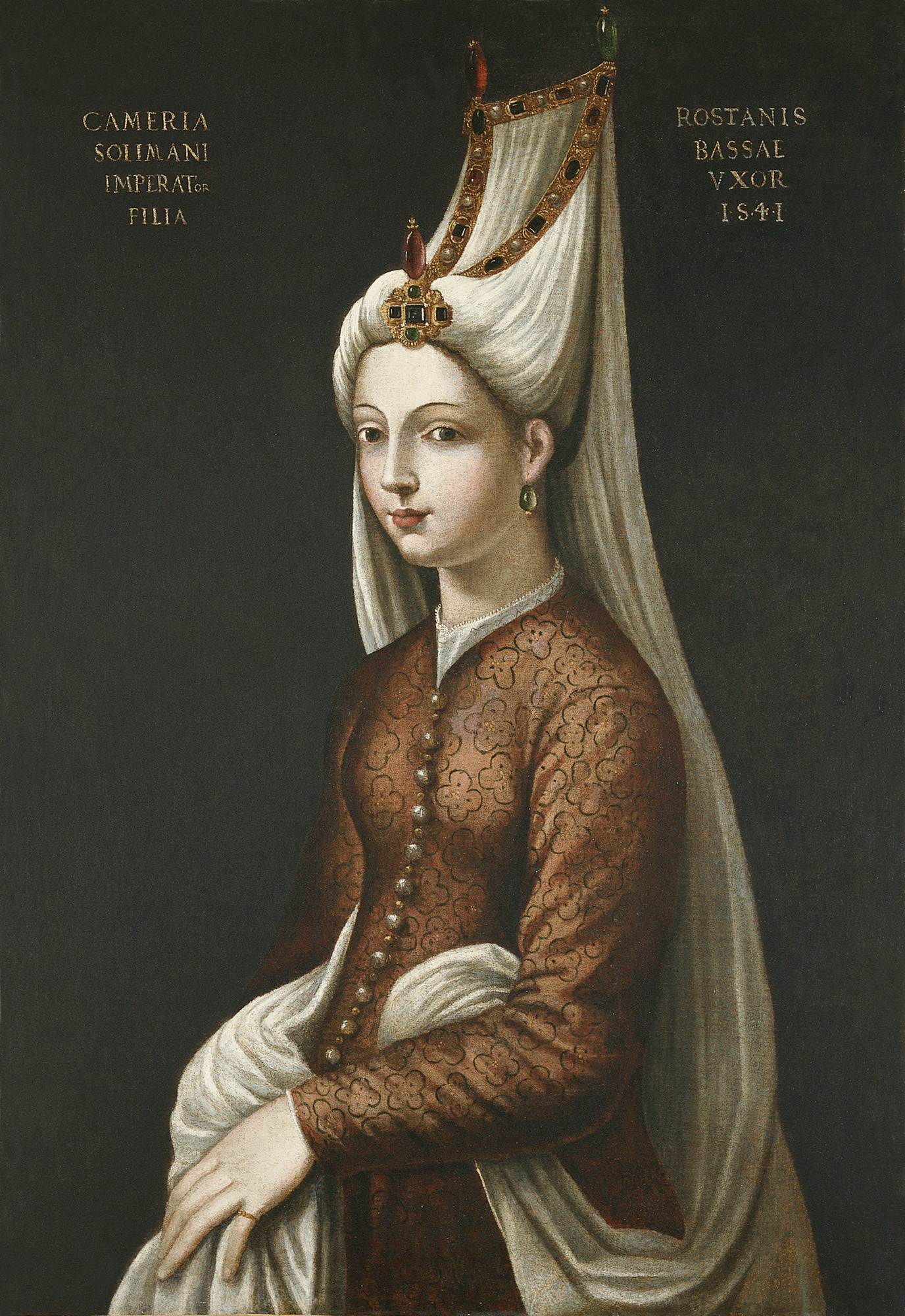
米赫麗瑪蘇丹

1539年，米赫麗瑪蘇丹嫁給了當時擔任迪亚巴克尔總督的魯斯坦帕夏，結婚後，魯斯坦於1544年11月被提拔為維齊爾 。
米赫麗瑪和魯斯坦帕夏間的關係雖不像許蕾姆和蘇萊曼般擁有轟轟烈烈的愛情故事，不過兩人婚後感情十分融洽，在魯斯坦去世後，她委託科查·米馬爾·希南完成魯斯坦帕夏清真寺的修建。魯斯坦帕夏也支持妻子米赫麗瑪從事慈善事業，例如興建米赫里馬赫蘇丹清真寺，此外魯斯坦還擔任妻子米赫麗瑪在政治與財務決策方面導師的角色。

## 死亡
1561年7月10日魯斯坦帕夏去世，並安葬於泽扎德清真寺內。

## 子女
魯斯坦和米赫麗瑪蘇丹育有三個孩子，一名女兒和兩名兒子。
- 艾榭·許瑪莎蘇丹（英语：Ayşe Hümaşah Sultan）
- 蘇丹扎德·奧斯曼贝伊（Sultanzade Osman Bey）
- 蘇丹扎德·穆罕默德貝伊（Sultanzade Mehmed Bey）